# Гондвана
Гондва́на в палеогеографии — древний суперконтинент в южном полушарии, включавший Африку, Южную Америку, Антарктиду, Австралию, Новую Зеландию, а также Аравию, Мадагаскар и Индостан. Образовалась в конце докембрия (750—530 млн лет назад) в результате раскола суперконтинента Родиния, затем являлась частью Паннотии (600—540 млн лет назад) и Пангеи (335—175 млн лет назад).

## Название
Название «Гондвана» было предложено австрийским учёным Эдуардом Зюссом в 1885 году, назвавшим этот суперконтинент в честь региона Гондвана в северной Индии (от санскритского gondavana — «лес гондов»), где были описаны осадочные толщи (пермо-триаса), характерные для того периода.

## Палеозойская Гондвана
В раннем палеозое (силур) Гондвана испытала оледенение, что вызвало Ордовикско-силурийское вымирание.
Перемещение протоконтинентов более 500 миллионов лет назад привело к возникновению большой горной системы (Transgondwanan Supermountain). Она сыграла огромную роль не только в геологии, но и в развитии живых организмов.
Затем континент начал обратное движение на север и в каменноугольном периоде (360 миллионов лет назад) соединился с Лавразией в гигантский протоконтинент Пангея.

## Мезозойская Гондвана
Однако во время юрского периода около 180 миллионов лет назад Пангея вновь раскололась на Гондвану и северный континент Лавразию, которые разделил океан Тетис.
В мезозойскую эру Гондвана была покрыта дождевыми лесами. Из растений произрастали нотофагусы и саговниковидные. Фауна была представлена динозаврами, в том числе огромными аргентинозаврами, адамантизаврами, абелизаврами и эолозаврами. Обитали в мезозойской Гондване и примитивные сумчатые млекопитающие и яйцекладущие, а также бескилевые и пингвины.

## Дробление материка
150 миллионов лет назад (мезозой) Гондвана распалась на две части: западную (Африку, Аравию и Южную Америку) и восточную (Австралию, Антарктиду, Мадагаскар и Индостан), границей которых стал Мозамбикский пролив. 125 млн лет назад Восточная Гондвана раскололась на «Индигаскар» и Австрало-Антарктиду, между которыми стал формироваться Индийский океан. 100 миллионов лет назад Южная Америка отделилась от Африки, в зазоре между ними стал формироваться Атлантический океан. 90 миллионов лет назад произошло разделение Индостана и Мадагаскара. 40 миллионов лет назад (уже в эпоху кайнозоя) произошло размежевание Австралии и Антарктиды.
Движение отколовшихся от Гондваны материков и столкновение их с частями Лавразии привело к активному горообразованию. Результатом давления Африки на Европу стали Альпы, а столкновение Индии и Лавразии (50 млн лет назад) создало Гималаи.